# Kapiti
Kapiti je ostrov, který se nachází při jižním pobřeží Severního ostrova Nového Zélandu, asi 5 km západně od novozélandského pevniny. Jeho rozloha je přibližně 20 km².
Ostrov je vrcholem podmořského pohoří, které bylo vytvořeno silnými zemětřeseními před 200 miliony lety. Ještě v poslední době ledové byl ostrov spojen s pevninou pomocí přírodních mostů, které umožňovaly volný pohyb novozélandské avifauny. Na ostrově se tak v minulosti vyskytovali ptáci moa či kakapo soví. Oba druhy byly vyhubeny s příchodem Maorů. V 19. století byla většina ostrova vykácena a byla zde založeny velrybářská osada.
Na ostrov se dá dostat lodí, avšak je k tomu potřeba zvláštní povolení. Většina ostrova je chráněna jako přírodní rezervace. V minulosti byl ostrov zbaven predátorů (kusu liščí, hranostajové), což dalo předpoklad k introdukci řady novozélandských ohrožených ptáků. Na ostrově je dnes k vidění mj. kivi Owenův, slípka novozélandská, nestor kaka či medosavka hvízdavá.